# Syracuse Blazers
Syracuse Blazers byl profesionální americký klub ledního hokeje, který sídlil v Syracuse ve státě New York. V letech 1973–1977 působil v profesionální soutěži North American Hockey League. Před vstupem do NAHL působil v Eastern Hockey League. Blazers ve své poslední sezóně v NAHL skončily ve finále play-off. Klub byl během své existence farmami celků WHA. Jmenovitě se jedná o New York Golden Blades, Michigan Stags, San Diego Mariners, Cleveland Crusaders a Minnesota Fighting Saints. Své domácí zápasy odehrával v hale Oncenter War Memorial Arena s kapacitou 6 159 diváků. Klubové barvy byly černá a zlatá.
Jednalo se o dvojnásobného vítěze NAHL (sezóny 1973/74 a 1976/77).

## Úspěchy
- Vítěz EHL ( 1× )
  - 1972/73
- Vítěz NAHL ( 2× )
  - 1973/74, 1976/77

## Přehled ligové účasti
Zdroj: 
- 1967–1973: Eastern Hockey League (Severní divize)
- 1973–1975: North American Hockey League
- 1975–1976: North American Hockey League (Východní divize)
- 1976–1977: North American Hockey League